# Trần Văn Gia
Trần Văn Gia (1836-1892), tự Hanh Chi, hiệu Hòe Phù; là nhà giáo, nhà thơ, và là một vị quan yêu nước trong lịch sử Việt Nam thế kỷ 19.

## Tiểu sử
Trần Văn Gia là người xã Quần Anh Trung, nay thuộc xã Hải Trung, huyện Hải Hậu, tỉnh Nam Định.
Ông là học trò Hoàng giáp Phạm Văn Nghị (1805-1884). Năm 1868, Trần Văn Gia thi đỗ cử nhân, được vào học Quốc tử giám, nhưng thi bốn khoa thi Hội đều không đỗ.
Ra làm quan, ông lần lượt giữ các chức: Điển tịch Viện hàn lâm sung Hành tẩu bộ Binh, Biên tu Quốc sử quán, Tri huyện Yên Mô rồi Tri phủ Yên Khánh (Ninh Bình).
Năm 1882, được thăng Giám sát Ngự sử đạo Nghệ-Tĩnh, ông đã cùng đồng viện đàn hặc hai đại thần là Trần Tiễn Thành và Phạm Phú Thứ vì đã lấy luận điểm "khí vận" mơ hồ khi bàn việc đối phó với thực dân Pháp.
Năm 1883, đang cư tang mẹ ở quê, nhưng khi quân Pháp đánh chiếm Nam Định, ông liền liên hệ các sĩ phu yêu nước, để cùng chiêu mộ hương dõng, chuẩn bị khí giới, lương thực... mưu tính việc khôi phục tỉnh nhà.
Năm Giáp Thân (1884), hay tin triều đình lại ký hòa ước với Pháp, nhận thêm phần thua thiệt, ông buồn rầu cáo bệnh về quê, mở trường dạy học.
Tại đây, ông tuyển chọn những học trò và thanh niên có nghĩa khí gửi lên Bắc Giang tham gia khởi nghĩa Yên Thế, phong trào Kỳ Đồng, và bố trí vào hàng ngũ binh lính của đối phương để làm nội ứng một khi nổi dậy.
Cứ mãi buồn rầu về thế cuộc, năm 1892, Trần Văn Gia lâm bệnh mất ở tuổi 56.

## Tác phẩm
Tác phẩm Trần Văn Gia có:
- Hòe Phù công dư ký
- Chuyết cấu tập
- Gián viện xướng thù
- Hòe Anh thư cảo
- Tích chỉ tập...

## Nhận xét
Qua thơ văn, Trần Văn Gia phản đối chủ trương chủ hòa của triều đình nhà Nguyễn, bộc lộ nỗi đau buồn của ông trước cơn dâu bể của đất nước, và sự căm giận của ông đối với những ai làm tay sai cho đối phương. Giới thiệu một vài đoạn: 
| - ...Nộ mục Long Biên phương bức xứ, Thương tâm Ngưu Chử cửu tư ca... Tạm dịch nghĩa: Mắt căm giận nhìn thành Long Biên vừa bị giặc bức bách, Lòng xót xa vì việc Bến Nghé đau thương từ lâu. (trích Họa Hộ bộ Biện lý Ông Ích Khiêm) - ...Giang sơn tự tại thùy tân chủ? Lôi vũ phương doanh bất hậu tiên. Báo quốc vô tài sầu nội nhiệt, Thông thần hữu thuật tẩy tâm khiên... (trích Bệnh khởi di y) Tạm dịch nghĩa: ...Non sông còn đó, ai là chủ, ai là khách? Sấm mưa đang cùng nổi lên, không phân biệt được trước sau. Không có tài cứu nước, nên mối sầu nung nấu cõi lòng, Có thuật thần thông nào rửa được lỗi lầm trong dạ?... (Khỏi bệnh, gửi thầy thuốc) - Mưu ngô quốc thổ cuống ngô hòa, Đắc thử xâm xâm hựu cố tha. Quốc thị cẩu đồ vi khí vận, Thiên thư vị tất hạn sơn hà… (trích Trùng họa Đồng Hiên hòa Hộ bộ nguyên vận) | Tạm dịch nghĩa: Cướp đất nước ta rồi nói lừa rằng hòa với ta, Chiếm được chỗ này lài dòm ngó chỗ khác. Nếu việc nước cứ đổ cho "khí vận", Thì sách trời hà tất phải phân định núi sông... (Lại họa thơ ông Đồng Hiên và ông Hộ bộ) - Nhất sứ đài kiêm lưỡng tỉnh thần, Bách niên thử hội thử truyền thần. Y thường sở sở tương triêu mộ, Diện mục thi thi tạp chữ tân. Cực đẳng hội đồ minh tiển bỉ, Đại quan phong hiến ám kinh nhân… (Khán tỉnh đường truyền thần đồ) Tạm dịch nghĩa: Một viên công sứ (Pháp) trịnh trọng cùng với hai quan tỉnh (nhà Nguyễn), Trăm năm mới có hội này, mới có bức truyền thần này. Xiêm áo rờ rỡ, hết sáng cùng chiều, Mặt mày hơn hớn cả chủ lẫn khách. Bức ảnh tuyệt vời, ai kia chụp giỏi thật, Phong độ lớn lao, ngầm làm kinh người… (Xem ảnh truyền thần ở tỉnh đường) |

## Sách tham khảo
- Nhiều người soạn, Văn học yêu nước Hà Nam Ninh (tập 1). Nhà xuất bản. KH-XH, Hà Nội, 1981.
- Nhiều người soạn (Huỳnh Lý chủ biên), Hợp tuyển thơ văn Việt Nam (1858-1920, quyển 1). Nhà xuất bản. Văn học, 1984.